# Kruisbrug (Haarlem)
De Kruisbrug is een vaste brug in de Nederlandse stad Haarlem. De brug overspant de Nieuwe Gracht en verbindt de Kruisstraat met de Kruisweg. De brug is net zoals de straat en weg vernoemd naar de Kruispoort die tot 1573 iets ten zuiden van de brug stond. In 1593 werd deze poort iets ten westen van de huidige brug herbouwd, en lag de poort in het verlengde van de Lange Margarethstraat totdat deze in 1683 opnieuw werd afgebroken.
Rechts van de brug bevindt zich in de Stationsbuurt het voormalig Bisschoppelijk Paleis van het Bisdom Haarlem-Amsterdam en het restaurant Volkslust dat over een drijvend terras beschikt direct naast de brug.